# 富士市産業交流展示場
富士市産業交流展示場（ふじしさんぎょうこうりゅうてんじじょう）は、静岡県富士市柳島にある多目的展示施設。運営は民間委託を受けたFメッセ共同事業体が行っている。ふじさんめっせ（Fujisanmesse）という愛称が付けられている。2008年4月19日にオープン。オープン記念として「富士のふもとの大博覧会」が開催された。

## 概要
大展示場（3,840平方メートル）、会議室兼小展示場（270平方メートル）、屋外展示場（1,007平方メートル）などで構成されている。
大展示場と会議室兼小展示場はそれぞれ間仕切ることもでき、イベントの規模に合わせた利用ができる。
また、大展示場と会議室兼小展示場や屋外展示場を同時に利用することで、スケールの大きなイベントの開催も可能。
見本市や展示会など、東海道新幹線や東名高速道路などからのアクセスの良さを活かし、多種多様なイベントが開催されている。

## 交通
- JR東海道新幹線新富士駅 北口下車徒歩7分
- JR東海道線富士駅よりタクシーで6分
- 東名高速道路富士I.C.より車で11分